# Bulwary Nadodrzańskie
Bulwary Nadodrzańskie je bulvár, ulice a městský park na břehu řeky Odry ve čtvrti Ostróg okresního města Ratiboř (Racibórz) ve Slezském vojvodství v jižním Polsku. Geograficky a historicky se místo nachází v Ratibořské kotlině v Horním Slezsku.

## Další informace
Místo bylo revitalizováno a využíváno pro relaxaci, sport, přístav pro lodě vodáků, pláž, dětské hřiště a kulturní a společenské události.

## Galerie

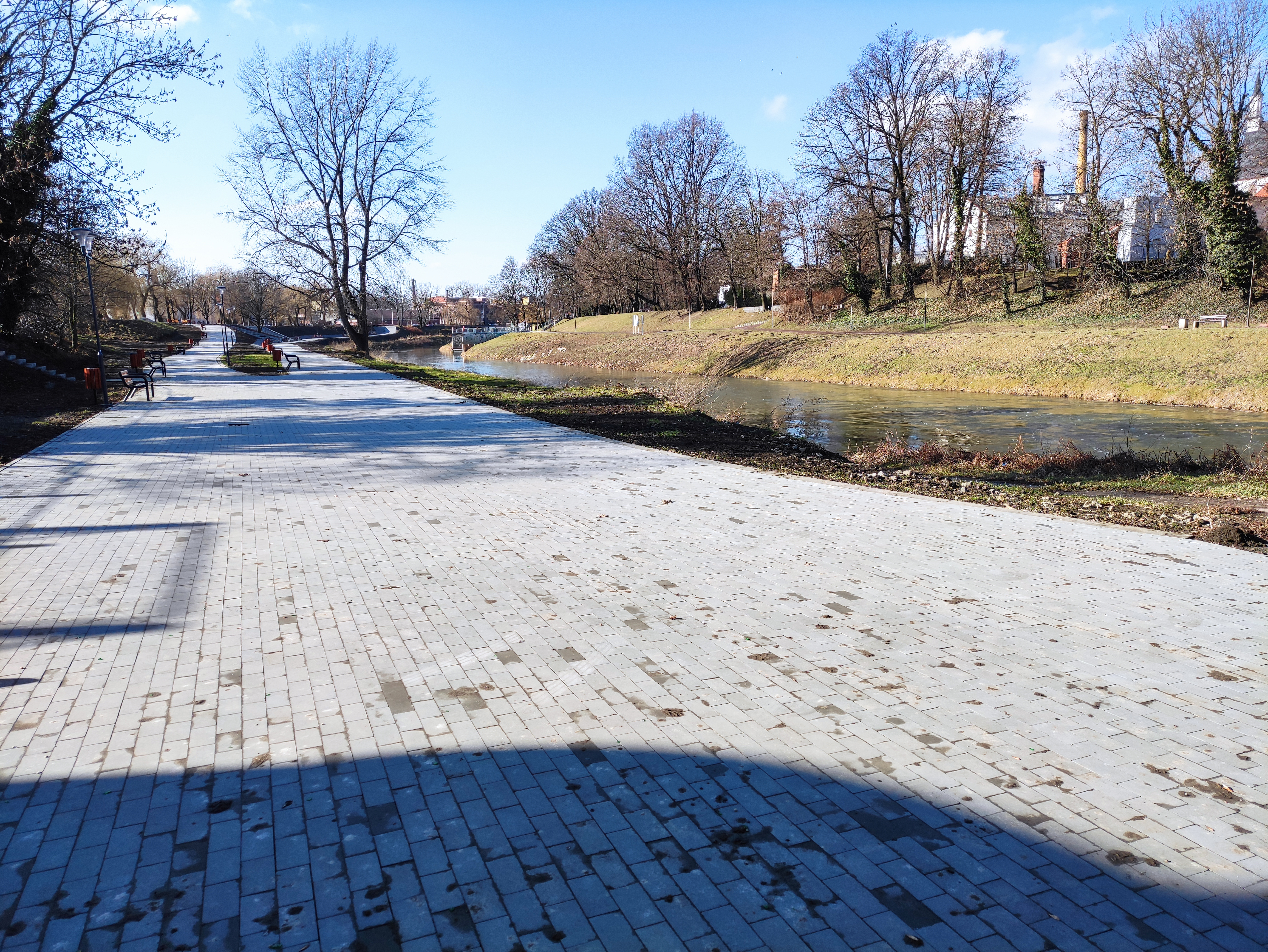
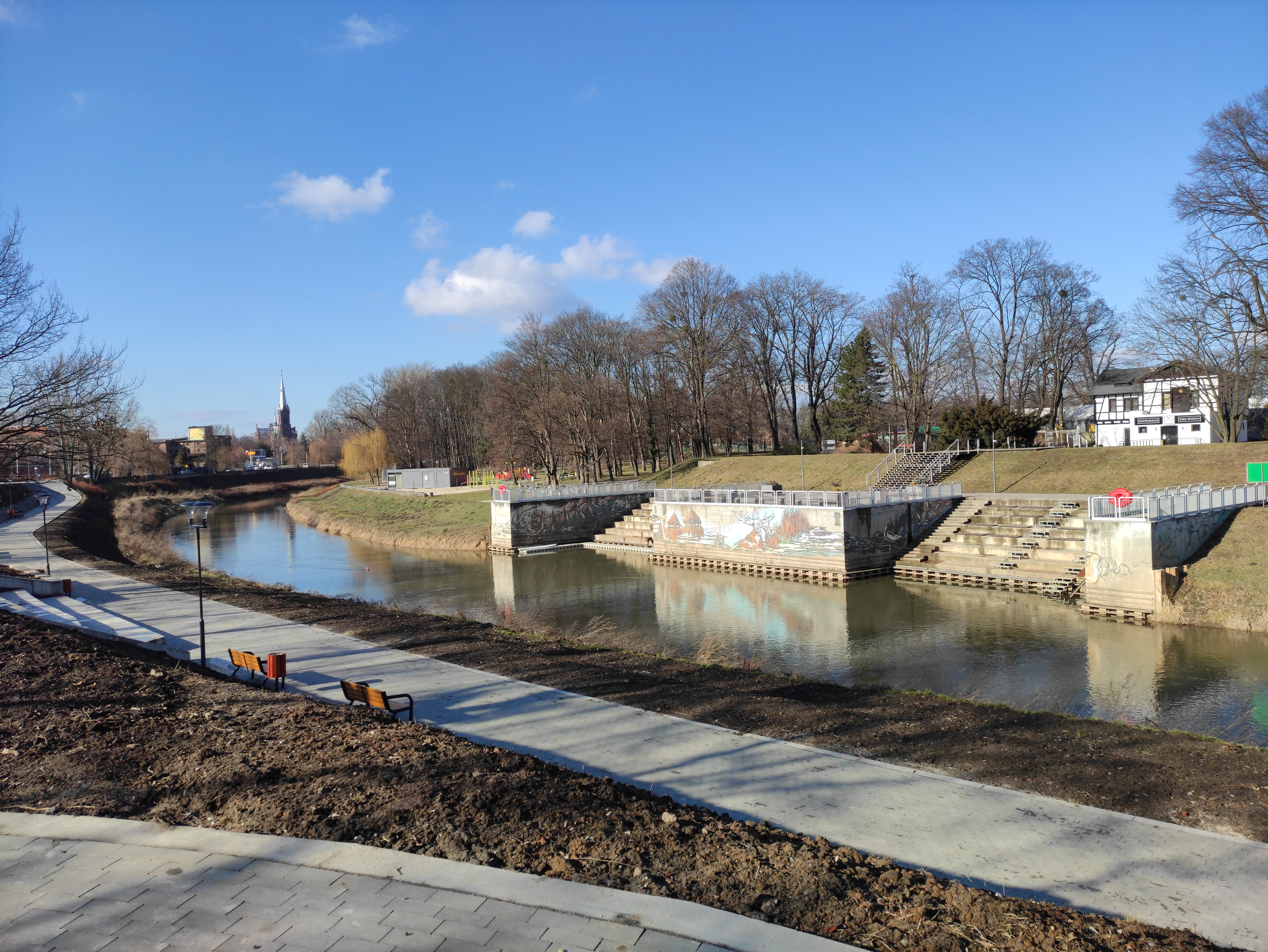
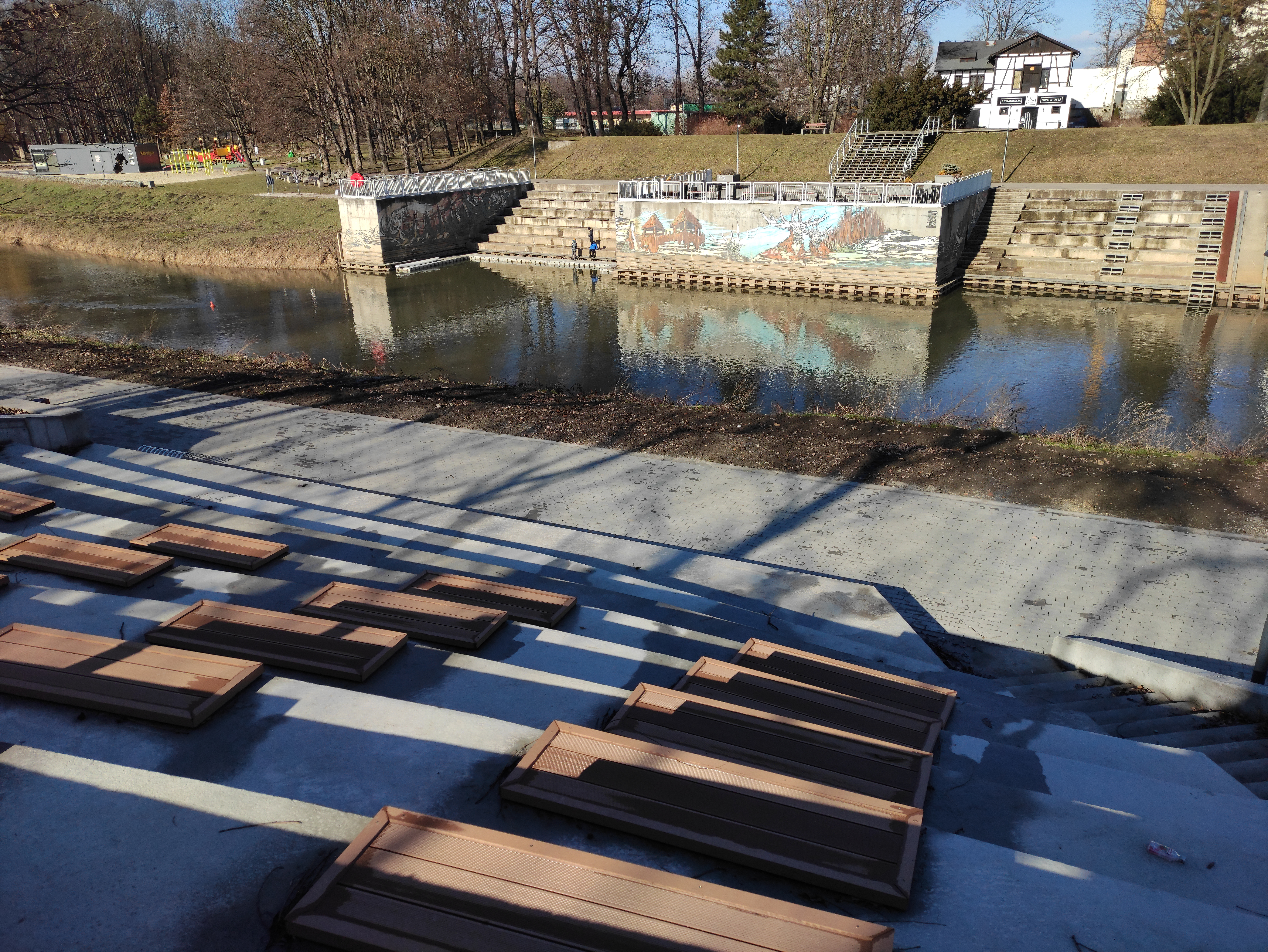
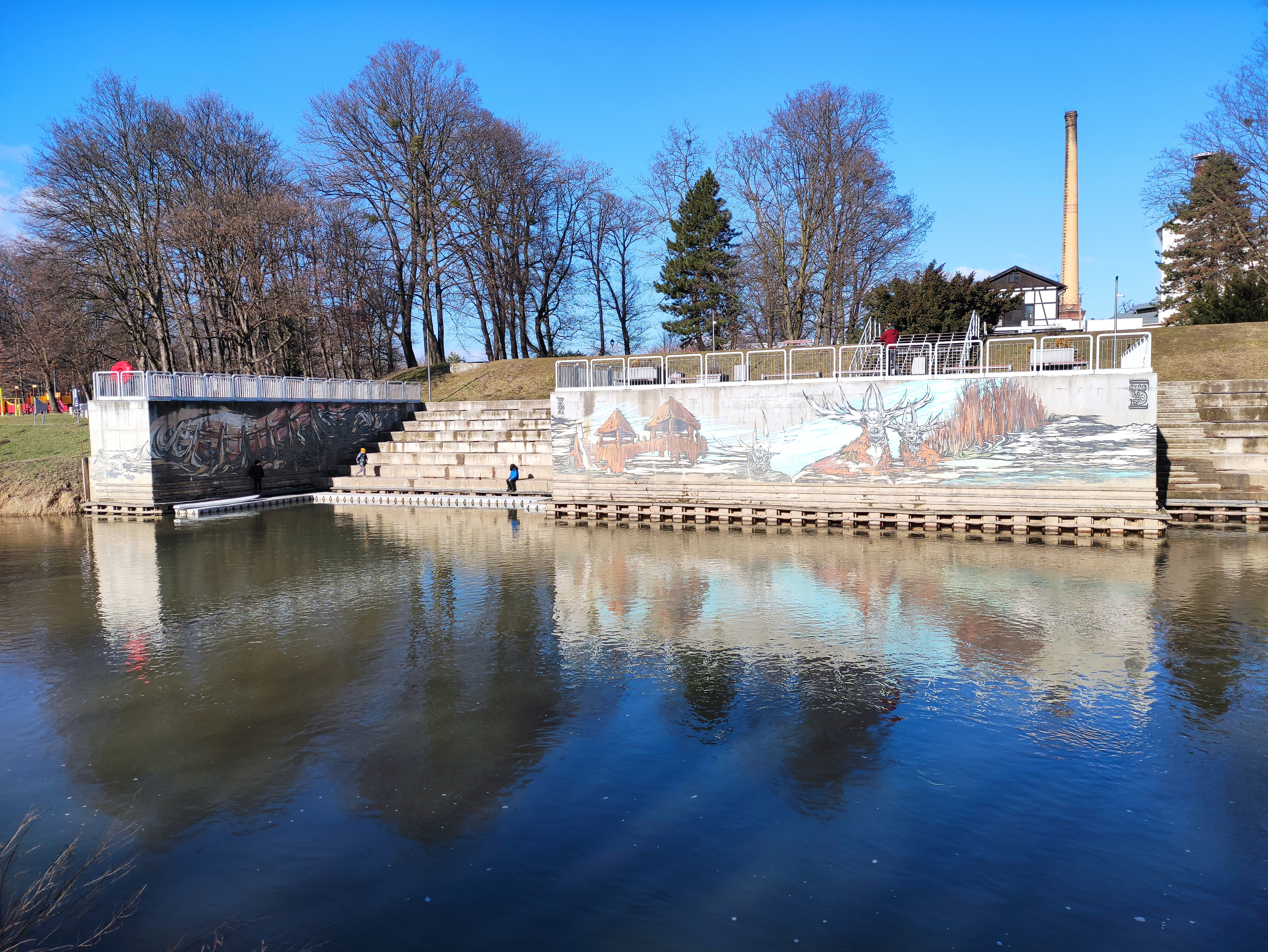